# 吕桑 (日内瓦州)
吕桑（法語：Russin，法語發音：[ʁysɛ̃]）是瑞士日内瓦州的一个市镇。该市镇总面积为4.91平方千米，截至2018年12月31日总人口为541人。